# Sandy Marton
Aleksandar Marton (nacido el 4 de octubre de 1959), conocido por su nombre artístico Sandy Marton, es un cantante y compositor croata. Es famoso por canciones como «People from Ibiza», «Exotic & Erotic» y «Camel by Camel».

## Primeros años
Sandy Marton nació como Aleksandar Marton en Zagreb, Yugoslavia el 4 de octubre de 1959. Se mudó a Milán en la década de 1970.

## Discografía

### Álbumes
- Modern Lover (1986)
- Erase Una Vez (1994)
- People from Ibiza – Greatest Hits (1999)
- Il meglio (2000)
- The Best (2000)
- People from Ibiza – The Very Best Of (Deluxe Edition) (2005)

### Sencillos
- 1983 - «Ok. Run»
- 1984 - «People from Ibiza»
- 1984 - «People from Ibiza» (Ibiza Remix)
- 1985 - «Camel by Camel»
- 1985 - «Exotic & Erotic»[2]
- 1986 - «Modern Lover»
- 1986 - «Merry Merry Christmas & a Happy New Year»
- 1986 - «White Storm in the Jungle»
- 1987 - «Love Synchronicity»
- 1989 - «La Paloma Blanca»
- 2006 - «Caminando Por La Calle»
- 2008 - «Sound Of Ibiza» (The Bootstraps Feat. Sandy Marton)